# Cervignano d'Adda
Cervignano d'Adda (Cervignan in dialetto lodigiano) è un comune italiano di 2 216 abitanti della provincia di Lodi in Lombardia.

## Storia
Nel 1530 il duca di Milano Francesco Sforza concesse il paese in feudo ad Alessandro Remignani.
In seguito venne ceduto a una famiglia napoletana, i Tassis, che lo tennero fino al 1782.
In età napoleonica (1809-16) Cervignano fu frazione di Quartiano, recuperando l'autonomia con la costituzione del Regno Lombardo-Veneto.
Nel 1931 Cervignano assunse il nome ufficiale di Cervignano d'Adda, per distinguersi da Cervignano del Friuli.

### Simboli
Lo stemma e il gonfalone sono stati concessi con decreto del presidente della Repubblica del 2 marzo 1993.

## Monumenti e luoghi d'interesse
- Edificio degno di nota è la parrocchiale, sorta nel 1689 sul luogo di una chiesa più antica, di cui non è rimasto più nulla.
- Nella stessa via della Chiesa, nei pressi della Roggia Bertonica, vi è un'icona a muro della Madonna (foto sotto), fatta costruire agli inizi del XX secolo. Si trova a lato della cascina dove fino al 1928 risiedevano le suore, poi spostatesi nel Palazzo Granata, divenuto oggi Palazzo del Municipio. L'immagine è stata riaffrescata dal maestro lodigiano Cesare Minestra, nel 1949.

## Società

### Evoluzione demografica
Abitanti censiti

### Etnie e minoranze straniere
Al 31 dicembre 2008 gli stranieri residenti nel comune di Cervignano d'Adda in totale sono 108, pari al 5,61% della popolazione. Tra le nazionalità più rappresentate troviamo:
| Paese   | Popolazione (2008) |
| ------- | ------------------ |
| Marocco | 32                 |
| Romania | 17                 |
| Tunisia | 12                 |
| Egitto  | 11                 |

## Economia
Cervignano basa le proprie risorse economiche soprattutto sull'agricoltura.
Una decina di aziende sono presenti nel territorio: si dedicano per la maggior parte all'allevamento zootecnico e sono a conduzione familiare.
Vi è una sola industria, che produce materie plastiche, anche se non mancano piccole imprese operanti nel settore meccanico ed alimentare.

## Amministrazione
Segue un elenco delle amministrazioni locali.
| Periodo | Periodo   | Primo cittadino       | Partito | Carica                  | Note |
| ------- | --------- | --------------------- | ------- | ----------------------- | ---- |
| 1945    | 1946      | Ignazio Bersani       |         | Sindaco                 |      |
| 1946    | 1951      | Rocco Pietro Guerrini |         | Sindaco                 |      |
| 1951    | 1952      | Silvestro Grechi      |         | Commissario prefettizio |      |
| 1952    | 1960      | Rocco Pietro Guerrini |         | Sindaco                 |      |
| 1960    | 1980      | Aldo Bassi            |         | Sindaco                 |      |
| 1980    | 2004      | Giovanni Oldini       |         | Sindaco                 |      |
| 2004    | 2014      | Pietro Bodini Inicco  |         | Sindaco                 |      |
| 2014    | 2024      | Maria Pia Mazzucco    |         | Sindaco                 |      |
| 2024    | In carica | Emilio Grilli         |         | Sindaco                 |      |

## Galleria d'immagini

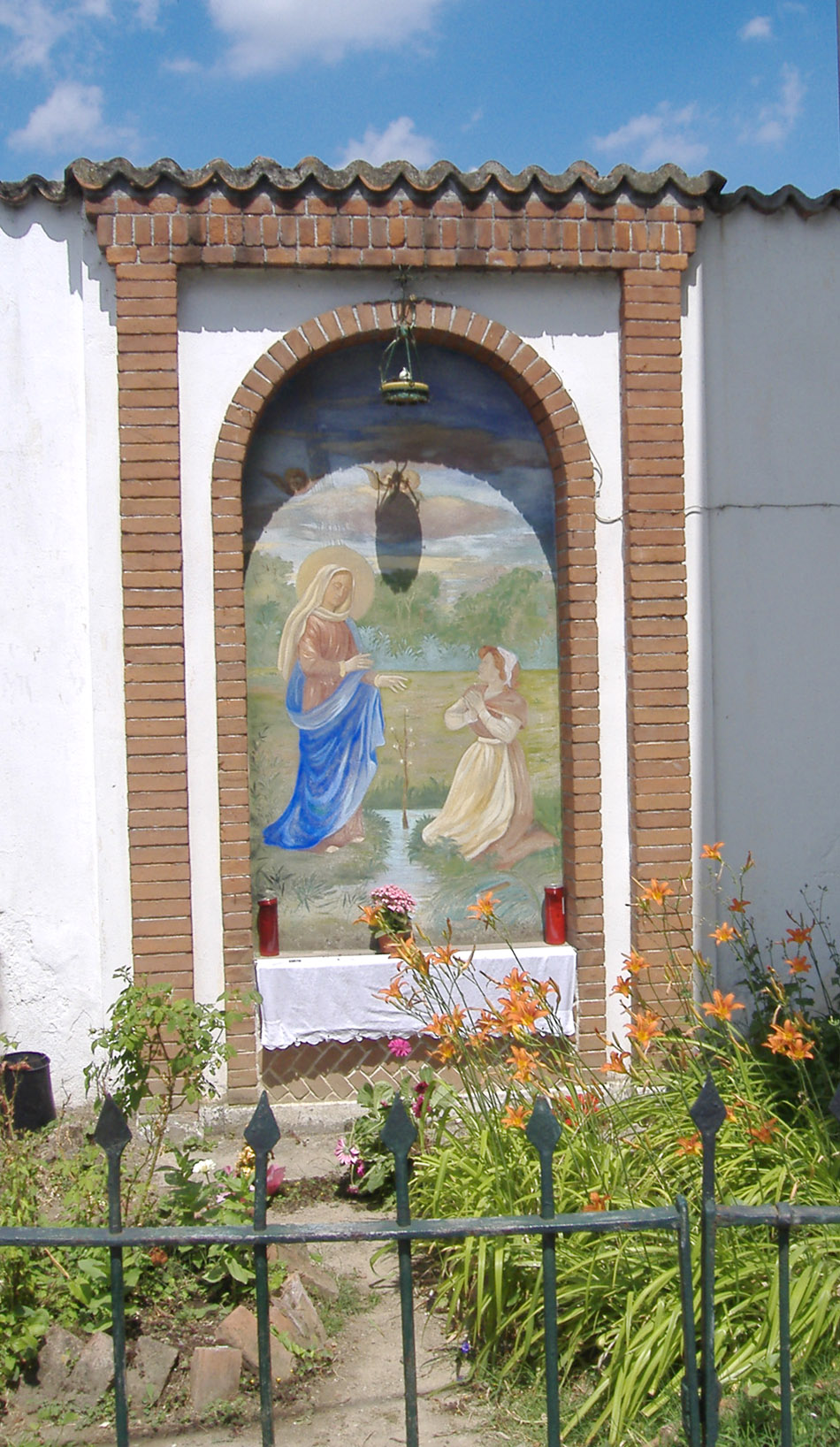
L'icona a muro della Madonna
Il campanile della chiesa parrocchiale